# Здоровье и мобильный телефон
Влияние мобильных радиопереговорных устройств на здоровье человека неоднократно исследовалось, причём полученные данные интерпретировались зачастую противоположным образом. Тема вреда или безвредности мобильных телефонов в целом, и в особенности, — электромагнитного излучения как самих телефонов, так и базовых станций, широко обсуждается, и в настоящее время в этой области проведено огромное количество экспериментальных и теоретических изысканий, опубликованных в ведущих научных международных изданиях.
Так, к настоящему времени ресурс «EMF-portal» Исследовательского центра по биоэлектромагнитным взаимодействиям Университета-госпиталя Ахена (Германия) среди 29000 научных публикаций на тему биологических эффектов разных видов электромагнитного излучения насчитывает более 1300 экспериментальных и более 300 эпидемиологических исследований, связанных с биологическими эффектами излучения мобильных телефонов.
В 2011 году Всемирная организация здравоохранения и Международное агентство по изучению рака классифицировали радиоизлучение сотовых телефонов как потенциальный канцероген, определив в группу 2B «возможно канцерогенных для человека» факторов.
По информации, опубликованной в 2013 году, ВОЗ считает, что проведённые исследования не содержат указаний на РЧ-излучение, как фактор экологического воздействия, повышающий риск рака.
По информации, опубликованной в 2014 году, ВОЗ считает, что в результате исследований, проведенных за предыдущие 20 лет, не установлено каких-либо неблагоприятных последствий для здоровья, вызываемых пользованием мобильными телефонами.

## Влияние излучения мобильного телефона на здоровье человека
Поскольку телефон распространяет электромагнитное излучение, а сам он находится близко к телу человека, существует опасение о вреде этого излучения здоровью. Это излучение не является ионизирующим, но способно вызывать локальное повышение температуры живых тканей и, по утверждениям некоторых учёных, приводить к возникновению хромосомных аберраций в клетках
(наличие эффекта спорно). В качестве основного возможного эффекта длительного воздействия радиочастотных полей рассматривается рак (опухоли головного мозга). Исследовались воздействие на активность и когнитивную функцию мозга, сон, работу сердца и кровяное давление; воздействия в этой сфере являются незначительными и не имеют явного медико-санитарного значения.
Споры о вреде или безвредности мобильных телефонов ведутся постоянно. Сторонники вреда часто высказывают версию о том, что финансовый интерес производителей телефонов является причиной скрытия или «приукрашивания» результатов исследований на эту тему. Согласно принципу предосторожности, организации по охране здоровья рекомендуют минимизировать время использования мобильного телефона и нахождения его вблизи головы, особенно для детей.
Согласно отчёту ВОЗ, опубликованному 1 июня 2011 года и опирающемуся на выводы Международного агентства по изучению раковых заболеваний, электромагнитное излучение на радиочастотах, включая излучение систем сотовой связи, отнесено к классу 2B — то есть к агентам, «возможно канцерогенным для человека» факторов, наряду с хлороформом, ДДТ, бензином, экстрактом алоэ, маринованными овощами и т. д.
Данное решение было объявлено после того, как специальная комиссия экспертов Агентства произвела оценку исследований по данной теме за последние 12 лет. Члены рабочей группы не проводили количественную оценку рисков, то есть без привязки к мощности излучения, что возможно означает, что изучались воздействия в первую очередь высокомощностных полей.
В кратком отчёте рабочей группы агентства по изучению данного вопроса, опубликованном в The Lancet Oncology, говорится, что канцерогенное влияние мобильных телефонов на человека показано с малой степенью уверенности (по особому мнению некоторых членов группы — не показано вовсе), канцерогенное влияние на животных — также показано с малой степенью уверенности.
По информации, опубликованной в 2013 году, ВОЗ считает, что проведённые исследования не содержат указаний на радиочастотное излучение, как фактор экологического воздействия, повышающий риск рака.
Хотя в исследованиях, проведенных до настоящего времени, не установлено увеличения риска опухолей мозга из-за использования мобильных телефонов, однако отсутствие исследований о длительном (свыше 15 лет) влиянии такого использования выявляет необходимость в дальнейших исследованиях.

### Позиция ВОЗ
С 1996 года ВОЗ координирует изучение влияния разных видов электромагнитного излучения на здоровье и разработку соответствующих рекомендаций и стандартов под эгидой международного проекта EMF Project. В 2012 в рамках проекта была сформирована группа для выработки критериев Экологической безопасности (Environmental Health Criteria) радиочастот; по состоянию на 2016 года работа продолжалась.
Согласно заключению Всемирной организации здравоохранения от 2014 года:
- мобильные телефоны применяются повсеместно (около 6,9 млрд абонентов в мире);
- электромагнитное излучение сотовых телефонов классифицировано Международным агентством по изучению раковых заболеваний как возможно канцерогенное для человека;
- проводятся исследования для оценки долговременных эффектов использования мобильного телефона, итоги которых должны были быть подведены в 2016 году[обновить данные]
- в результате исследований, проведенных за последние 20 лет, не установлено каких-либо неблагоприятных последствий для здоровья, вызываемых пользованием мобильными телефонами.

## Вмешательство производителей и компаний в научные исследования
Сторонники вреда часто высказывают версию о том, что финансовый интерес производителей телефонов приводит к сокрытию или «приукрашиванию» результатов исследований на эту тему. Известно несколько подобных случаев:
- Накануне Всемирного конгресса по оценке канцерогенного потенциала радиоизлучения в ВОЗ и МАИР произошёл скандал. Выяснилось, что профессор Андерс Ахлбом, который возглавлял рабочую группу экспертов, занимался лоббистской деятельностью в угоду производителям сотовых телефонов, которые платили ему деньги, чтобы он «нашел» радиоизлучение безвредным. В декларации ВОЗ о «конфликте интересов» Ахлбом об этом умолчал. Андерса Ахлбома немедленно сняли с должности главы экспертов и выдворили из МАИР[16][17][неавторитетный источник].
- Не менее известен «конфликт интересов в Здоровой Канаде». Рассматривается дело нескольких учёных: МакНами (McNamee), Виджалаксми (Vijayalaxmi), Молдер (Moulder), Кревски (Krewski), Скарфи (Skarfi), Ахлбом (Ahlbom), Репахоли (Repacholi) и некоторых других. Согласно документу, учёные опубликовали большое количество статей, опровергающих вред мобильных телефонов. Выяснилось, что эти исследования оплачивались, полностью или частично, производителями и операторами сотовых телефонов, а также ВВС США[18].

## Безопасность дорожного движения
В качестве влияния мобильного телефона на здоровье рассматриваются также риски дорожно-транспортных происшествий. Во время управления машиной использование мобильного телефона (в том числе и с громкой связью, при которой руки свободны) повышает риск дорожно-транспортных происшествий в 3—4 раза.

## Случаи взрыва аккумуляторов мобильных телефонов
Неоднократно зафиксированы случаи самовозгорания и взрыва аккумуляторов сотовых телефонов. Некоторые из них закончились трагически.
- в 2009 году ранения при взрыве получили подросток, владелец поддельного IPhone, и мужчина, находившийся рядом[источник не указан 2199 дней];
- 17 августа 2010 года в Индии при взрыве сотового телефона марки Nokia 1209 погиб 23-летний деревенский пастух[19][неавторитетный источник].
- в 2016 году зафиксирована серия самовозгораний флагманской модели смартфона компании Samsung, послужившая причиной отзыва модели с рынка.[20][21][22]

## Поражения электрическим током
Чрезмерная увлечённость общением с использованием мобильного телефона в ряде случаев приводила к поражению пользователя электрическим током.
Причина поражения связана с совокупностью факторов:
1. использование телефона, подключенного к зарядному устройству;
2. отсутствие электрической развязки входного и выходного каналов зарядного устройства;
3. вышеуказанные факторы в совокупности с высокой влажностью либо падением аппарата в воду (в ванну).

## Психическое здоровье, социальные отношения
Сотрудники Эссекского университета Нетта Вайнштайн и Эндрю К. Пржибильский на основе результатов исследования «Можешь связаться со мной?» пришли к выводу, что мобильные телефоны способны негативно влиять на отношения с другими людьми.
По мнению датского психотерапевта Ильсе Санд, излишняя зависимость от мобильных устройств в особенности опасна для людей с высокой чувствительностью психики и интровертов. Людям с таким психотипом следует тщательно дозировать время работы с мобильным телефоном, планшетом и т. п. устройствами.

### Синдром фантомных вибраций
Состояние, сопровождаемое беспокойством, при котором человек полагает, что его мобильный телефон звонит или издает вибрации, хотя на самом деле этого не происходит получило название «Синдром фантомных вибраций».
Опросы показывают, что восприятие фантомных «телефонных звонков» — звуков или вибрации, которых нет, широко распространено.
Ощущение фантомных вибраций связано с использованием на протяжении определённого времени мобильного телефона, поставленного на режим вибрации. Кора головного мозга начинает неправильно интерпретировать сенсорные ощущения от микроспазмов мышц, трения одежды о тело, которые по сути являются галлюцинациями.
Фантомные вибрации или звонки могут быть связаны с тревожными расстройствами. Специфические меры для таких случаев ещё не были глубоко исследованы. Для уменьшения тревожности по поводу фантомных вибраций предлагается переложить телефон из кармана одежды, или полностью переставать использовать все технологии на 10 мин каждые несколько часов, заменяя их на прогулку, чтение книг, живые разговоры.